# Club Voleibol Aguere
Club Voleibol Aguere  - żeński klub piłki siatkowej z hiszpańskich Wysp Kanaryjskich. Swoją siedzibę ma w San Cristóbal de La Laguna. Występuje w Superliga Femenina de Voleibol. Został założony w 1992.

## Sukcesy
- Mistrzostwo Hiszpanii:
  -  2009/2010